# Valie Export

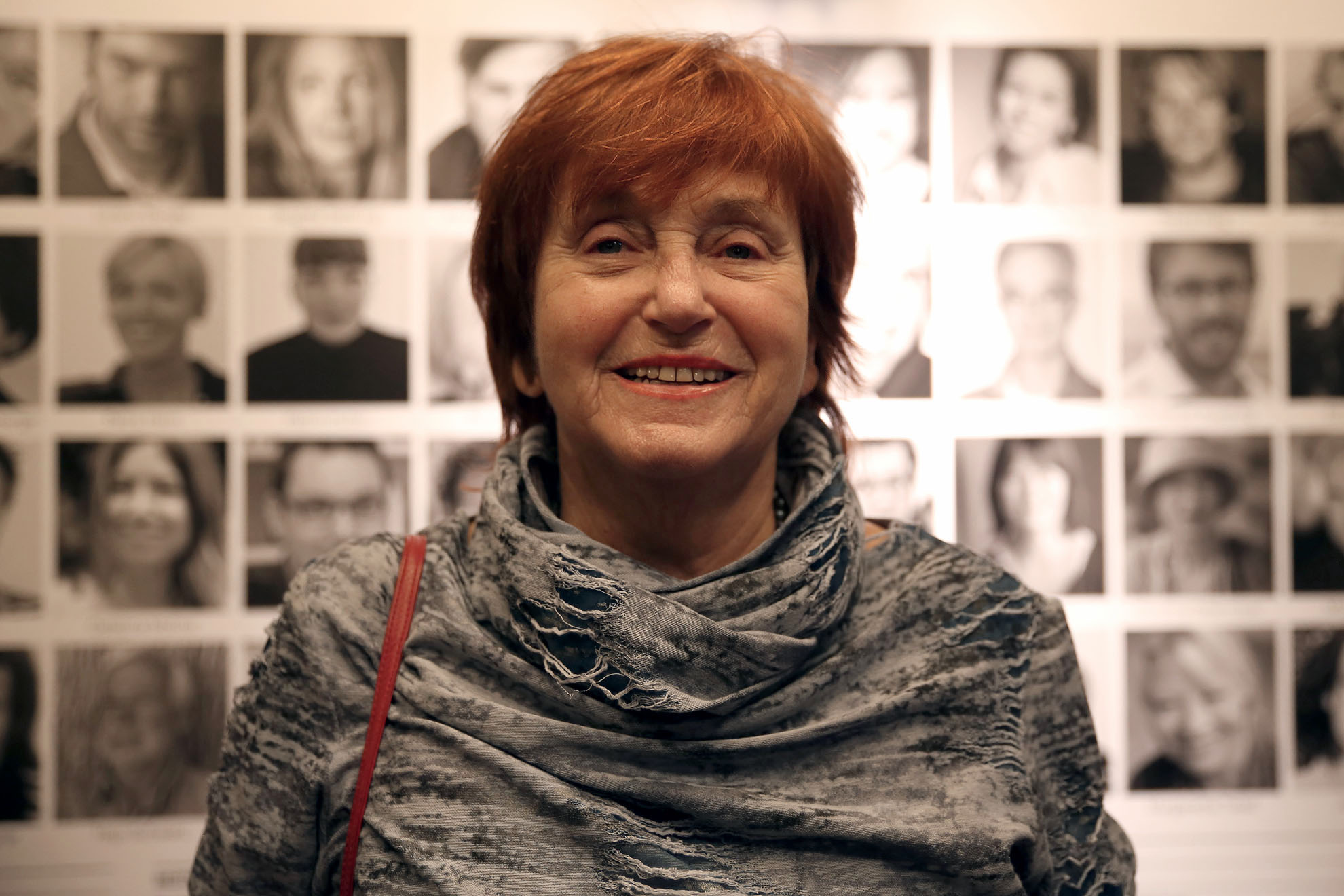
Valie Export, 2013

Valie Export (* 17. Mai 1940 in Linz), mit bürgerlichem Namen Waltraud Stockinger, ehemals Waltraud Höllinger, geborene Waltraud Lehner, ist eine österreichische Medienkünstlerin, Performancekünstlerin und Filmemacherin.

## Leben
Waltraud Lehner wuchs in Linz mit zwei Schwestern als Tochter einer Kriegswitwe auf und ging in eine Klosterschule. Von 1955 bis 1958 besuchte sie die damalige Kunstgewerbeschule Linz ihrer Heimatstadt. Mit achtzehn Jahren heiratete sie und bekam im selben Jahr ihre Tochter Perdita. Nach der Trennung von ihrem Ehemann ging sie 1960 nach Wien und besuchte bis 1964 die Höhere Bundes-Lehr- und Versuchsanstalt für Textilindustrie. Nach ihrem Diplom im Bereich Design ging sie in die Filmbranche und arbeitete als Script Girl, als Filmeditorin sowie als Komparsin.

## Valie Export
1967 legte die Künstlerin Valie Export in einer radikalen Geste sowohl den Namen ihres Vaters als auch den ihres Mannes ab, um eine neue Identität anzunehmen und gleichzeitig ihre Präsenz in der Kunstszene zu verkünden, mit der Vorgabe, ihn nur in Versalien zu schreiben. So entstanden die Namen EXPORT und VALIE, ihr Nickname, in Linz. Die damals beliebte Zigarettenmarke Smart Export diente dazu, den Namen zu transportieren. Das Werk VALIE EXPORT-SMART EXPORT zeigt die Künstlerin in einer trotzigen Pose im Stil der Jugendprotestbewegung der späten 1960er Jahre, in der sie eine Schachtel österreichischer Smart Export-Zigaretten mit ihrem eigenen Gesicht und Logo in der Hand hält. Ein Porträtfoto ersetzte die Weltkugel in der Mitte der Packung. Den Originalschriftzug Semper et ubique um das Foto ließ sie stehen, lediglich das Wort Smart ersetzte Export durch VALIE. Im Museum of Modern Art in New York ist diese künstlerisch veränderte Zigarettenpackung, Exports erstes Kunstwerk, ausgestellt.

## Frühes Werk
Ab 1965 wandte sie sich vermehrt dem Medium Film zu und verfasste 1966 ein Drehbuch mit dem Arbeitstitel AUS ALT MACHT NICHT NEU – ein versuch der sinnlosigkeit. metaphorische bildassoziation, Projekt.

### „Expanded Cinema“
Die frühen Arbeiten von Valie Export zeichnen sich insbesondere durch die Auseinandersetzung mit Feminismus, Aktionskunst und dem Medium Film – insbesondere Ende der 1960er Jahre mit der Bewegung des Expanded Cinema – aus. Eine ihrer bekanntesten Aktionen war das Tapp- und Tastkino. Gemeinsam mit ihrem neuen Partner Peter Weibel, dessentwegen sie ein Verhältnis mit Friedensreich Hundertwasser beendet hatte, realisierte sie es erstmals im Rahmen des 1. Europäischen Treffens der Unabhängigen Filmemacher in München. Bei dieser Performance auf öffentlichen Plätzen trug Export eine lockige Perücke, war geschminkt und trug über ihren nackten Brüsten einen Kasten mit zwei Öffnungen. Der restliche Oberkörper war mit einer Strickjacke bedeckt. Peter Weibel warb durch ein Megafon und lud die Schaulustigen zum Besuch ein. Diese hatten 12 Sekunden lang Zeit, mit beiden Händen durch die Öffnungen zu strecken und die nackten Brüste der Künstlerin zu berühren.
Valie Export sagte später zu dieser Aktion: „(…) das Tapp- und Tastkino – das war Straßenaktion, es war Feminismus, es war Expanded Cinema, es war Film; ich nannte das Tapp- und Tastkino damals auch Tapp- und Tastfilm. (…), denn ich sagte damals, jeder Mensch kann diese Filmaktion durchführen, Filminstallation ausführen, es gibt kein Original.“ Sie sah diese Aktion als „erweitertes Kino, das Filmzuschauer mit dem konfrontiert, was im abgedunkelten Saal als normal angesehen wird: der voyeuristische Blick auf Frauenkörper.“ Nach der Aktion wurde Valie oft angefeindet: „Ich habe Drohbriefe bekommen und Drohanrufe. Das war unangenehm und auch gefährlich.“

### „Aus der Mappe der Hundigkeit“

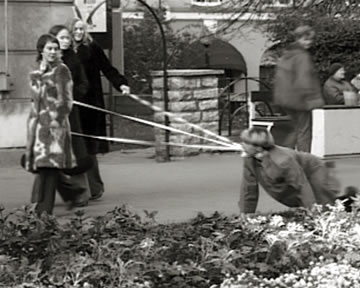
Frauen bei Ausführung der Aktion „Aus der Mappe der Hundigkeit“ von VALIE EXPORT in Tallinn 2000

1968 führte sie Peter Weibel an einer Leine erstmals zu einer Vernissage in die Galerie Sankt Stephan, eine Woche darauf auch über die Kärntnerstraße spazieren. Gewöhnlich gekleidet und eine Normalität vorspielend, setzte Valie Export ihre Kunstaktion „Aus der Mappe der Hundigkeit“ vor den Augen des empörten Wiener Bürgertums um. Bei einer Ausstellung wurde Valie Export gefragt, ob der Hund auch Papier esse. Export antwortete: „Nein, er ist kein Hund, es ist der Weibel.“ Die Künstlerin weist mit einem provokanten Zusammenspiel von Zuordnungen, das Aufzeigen von Klischees um die Verschiebung zwischen Mensch und Hund hin, welches sich zum Konzept des Wiener Aktionismus zuordnen lässt.

### „Aktionshose: Genitalpanik“
1969: Mit wild zerzaustem Haar und im Schritt offener Hose marschierte Valie Export in ein Münchner Kino und forderte die Besucher auf, einen echten Frauenkörper zu betrachten und nicht die Bilder, die sie von der Leinwand kannten. Mit der Maschinenpistole (MP oder MPi) in der Hand, welche sie auf die Köpfe der Menschen richtete, bewegte sich die Künstlerin langsam von Reihe zu Reihe, bis die Besucher schweigend aufstanden und das Kino verließen. Mit der Performance Aktionshose: Genitalpanik weist Valie Export darauf hin, dass „ein Genital, das für die Männer ja auch sehr bedrohlich ist“ und als Gegensatz, in Form der Maschinenpistole, ein Werkzeug zur Geltung komme, das „männliche Macht demonstriert“.
Zu dieser Performance gibt es ein Poster und ein als Fotoserie gedrucktes Motiv: Valie Export ist sitzend, mit zerzausten Haaren auf einer Holzbank zu sehen, die Beine weit auseinander gespreizt und schussbereit eine Maschinenpistole haltend. Zwischen ihren Schenkeln fehlt ein dreieckig ausgeschnittenes Stück Stoff, welches den Blick im Schrittbereich auf ihre natürlich behaarte Vulva freilegt.
Rückwirkend sagt Valie Export in einem Interview auf die Feststellung, dass sich seither vieles für Frauen verändert habe:

„Nicht wirklich. Dass Ehefrauen heute in Österreich nicht mehr ihre Männer fragen müssen, ob sie arbeiten gehen dürfen, ist ja logisch, das geht in einer modernen Gesellschaft, die auch die Frauen auf dem Arbeitsmarkt braucht, nicht anders. Es ist eine ökonomische Notwendigkeit. Aber sonst? Die Löhne sind niedriger als die der Männer, Gewalt gegen Frauen gibt es unermesslich viel, ganz abgesehen von Zwangsehen, Beschneidungen und Vergewaltigung als kriegerisches Machtmittel. Allzu viel hat sich nicht geändert in der Welt.“

### Wiener Aktionismus
Im Umfeld des Wiener Aktionismus – einer Bewegung, bestehend zum Großteil aus männlichen Kunstschaffenden, die von 1962 bis 1970 das Konzept der amerikanischen Happening- und Fluxus-Kunst aufgriffen und auf provokante Weise umsetzten – ist Valie Export zugehörig. Export betont immer wieder die Unterschiede zwischen den Aktionen der Gruppe und ihren eigenen Arbeiten. Später sagte sie in einem Interview: „Ein Teil meiner Arbeiten ist sicherlich mit dem Wiener Aktionismus verbunden, obwohl es gravierende Unterschiede gibt. Ich fühle mich der ganzen Richtung des Aktionismus zugehörig, ich sehe mich, neben meiner Arbeit als Medienkünstlerin oder Filmemacherin, vor allem als Aktions- und Performancekünstlerin. Das würde ich aber nicht mit dem Wiener Aktionismus vergleichen, weil er von meinen Formen der Arbeit ästhetisch, inhaltlich und formal unterschieden war.“ Ihr war stets bewusst, dass sie als Feministin mit dem männlich dominierten Frauenbild der Aktionsgruppe keinen Einklang finden würde.
1970 wurde ihr die Sorge für ihre Tochter Perdita aberkannt. Die Entstehung von Valie Export markierte die Künstlerin im selben Jahr in der Arbeit VALIE EXPORT – Smart Export durch die teilweise Überklebung einer Zigarettenpackung der zu jener Zeit sehr populären österreichischen Marke Smart Export mit dem Namenszug „VALIE“ und ihrem Porträt. Dieses wollte sie als feministische Kritik an patriarchal-kapitalistischen Zuschreibungspraktiken verstanden wissen: Bevor ein Eigenname die individuelle Einspeisung ins Marktgeschehen verdecke, werde er besser durch ein Logo ersetzt.
Auch 1970 machte sie ihren Körper für die Arbeit „Body Sign Action“ zur Leinwand und ließ sich von dem Tätowierer Horst Streckenbach ein Strumpfband in Schwarz und Rot auf den Oberschenkel tätowieren. Die Aktion fand im Studio Streckenbachs in der Kurt Schuhmacher Straße statt. Der Fotograf Gunther Rambow dokumentierte die Kunstaktion. 1971 rollte Valie Export nackt über Glasscherben, um „dem männlichen Blick auf eine nackte Frau eine andere Perspektive entgegenzusetzen.“ 1972 trennten sich Peter Weibel und sie.

## Mitte der 1970er Jahre bis heute

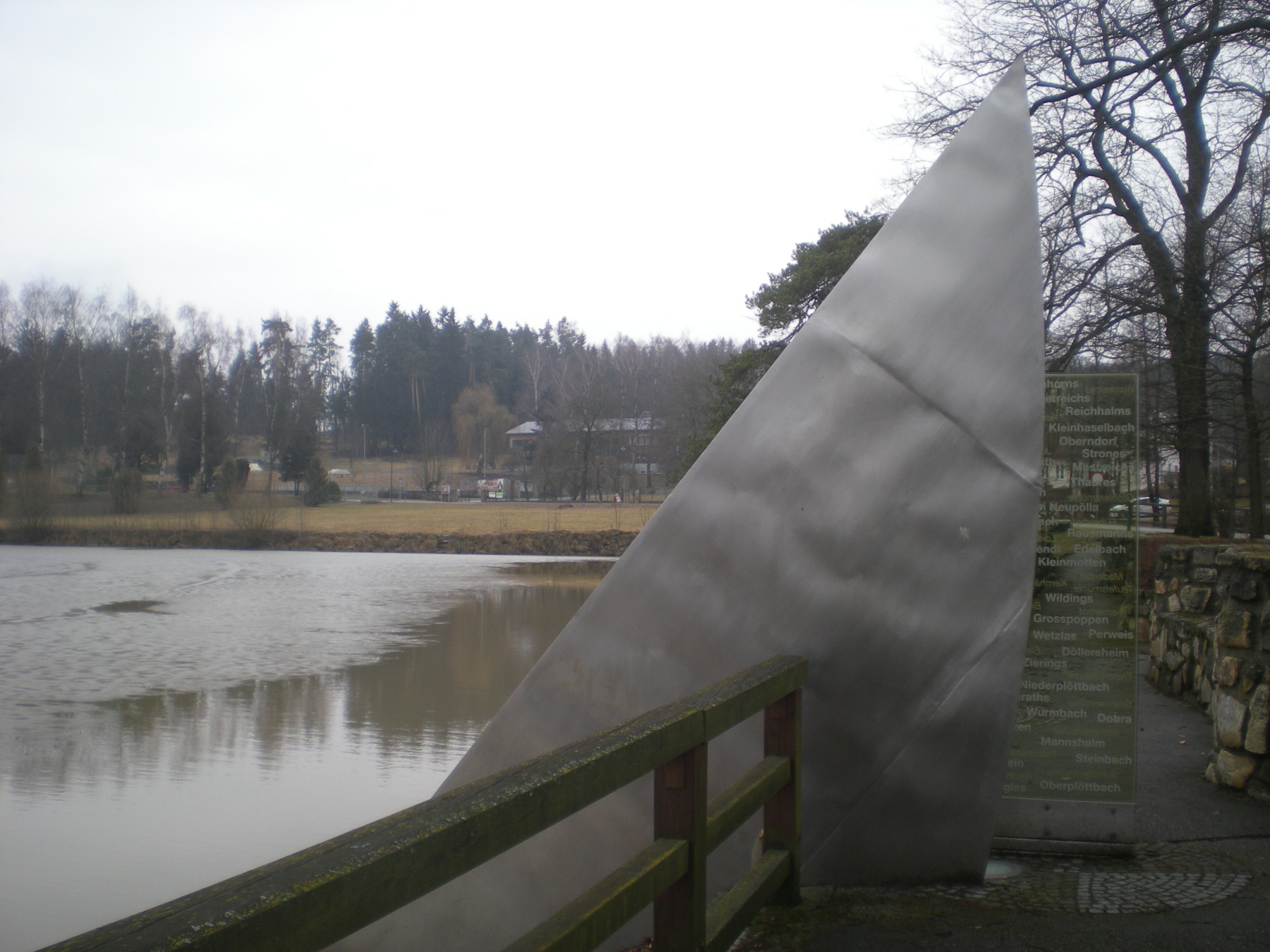
Landschaftsmesser in Allentsteig.

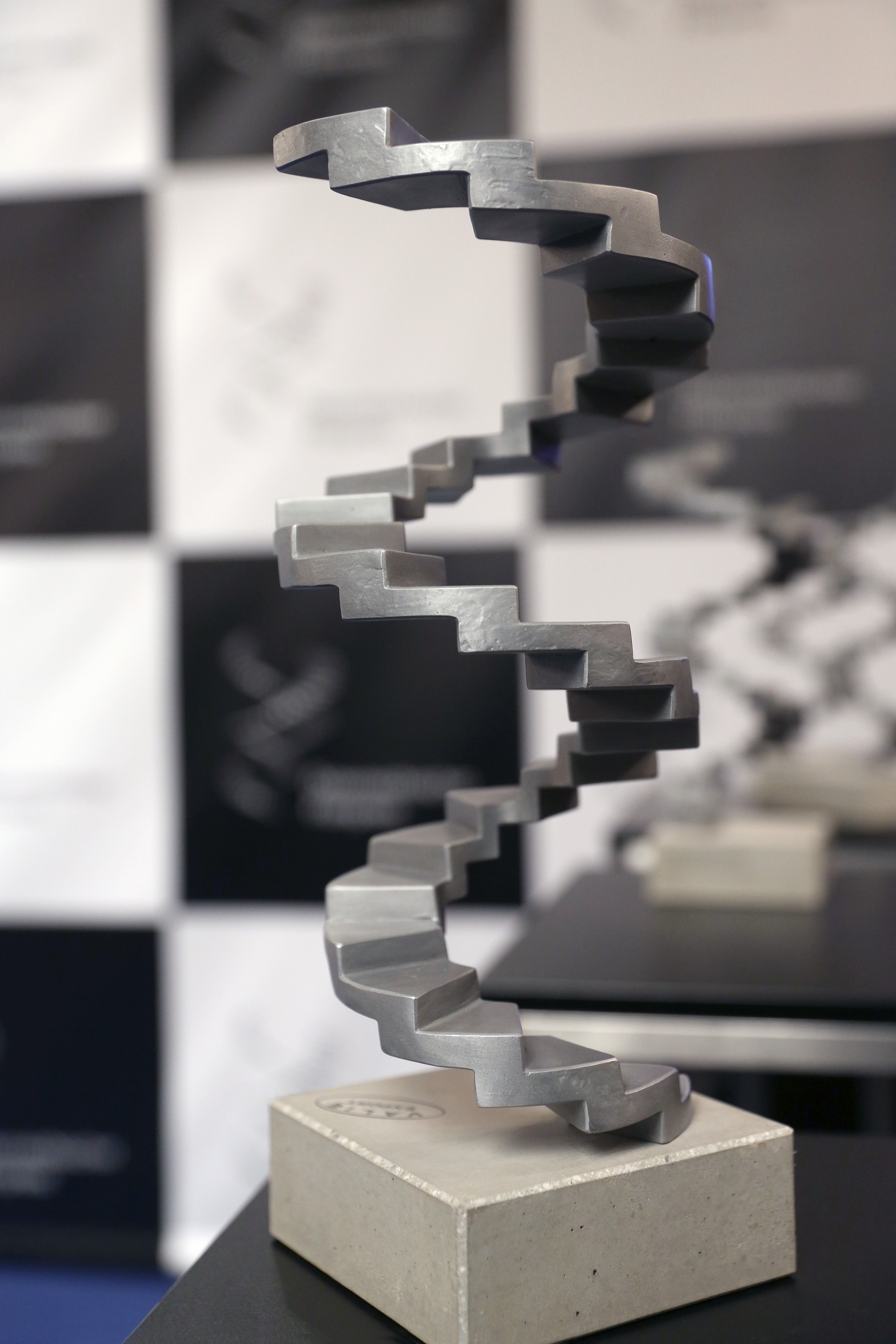
Der von Valie Export gestaltete und 2011 erstmals vergebene Österreichische Filmpreis

1977 nahm sie an der documenta 6 in Kassel teil. 1980 vertrat sie gemeinsam mit Maria Lassnig Österreich auf der Biennale in Venedig. Ihr Spielfilm Die Praxis der Liebe lief im Wettbewerb um den Goldenen Bären der Internationalen Filmfestspiele von Berlin 1985. 1992 wurde ihr Werk im Rahmen einer Retrospektive in der Landesgalerie des Oberösterreichischen Landesmuseums in Linz erstmals in einer Einzelausstellung präsentiert, der viele weitere folgten. Gleichzeitig nahm seitdem die öffentliche Wahrnehmung ihrer künstlerischen Arbeit ab.
Von 1989 bis 1992 war Valie Export Full Professor an der University of Wisconsin–Milwaukee, School of Fine Arts, 1991 bis 1995 Professorin im Fachbereich Visuelle Kommunikation an der Universität der Künste Berlin. In dieser Zeit lernte sie auch ihren späteren zweiten Ehemann Robert Stockinger kennen. Von 1995/1996 bis 2005 war sie Professorin für Multimedia-Performance an der Kunsthochschule für Medien Köln. 2007 beteiligte sie sich mit Arbeiten sowohl am Rahmenprogramm der documenta 12 als auch an dem der Biennale in Venedig, wo sie zudem 2009 Co-Kommissärin des österreichischen Pavillons war.
Valie Export lebt in Wien.
Die Stadt Linz erwarb 2015 ihr Archiv und eröffnete am 11. November 2017 in der Tabakfabrik Linz das Valie Export Center. Ihr Vorlass gelangt damit in eine ehemalige Produktionsstätte des Unternehmens, dessen Marke Smart Export sie ihren Künstlernamen entnommen hat.
Im Juli 2020 berichtete der ORF, dass sie ihr gesamtes filmisches Werk dem Österreichischen Filmmuseum in Wien schenken werde.

## Politisches Engagement
Im Februar 2023 war Valie Export Erstunterzeichnerin der von Sahra Wagenknecht und Alice Schwarzer initiierten umstrittenen Petition Manifest für Frieden, mit dem die Ukraine nach dem russischen Überfall auf das Land indirekt aufgefordert wurde, ihre Waffen niederzulegen. Heute würde sie das Manifest nicht mehr unterschreiben, denn es „wurde und wird missbraucht“, zitierte die österreichische Nachrichtenagentur APA die Künstlerin kurz darauf.

## Auszeichnungen
- 1990: Preis der Stadt Wien für Bildende Kunst
- 1995: Skulpturenpreis der Generali Foundation
- 1997: Gabriele Münter Preis
- 1998: Österreichischer Würdigungspreis für Künstlerische Fotografie
- 2000: Oskar-Kokoschka-Preis
- 2000: Alfred-Kubin-Preis Großer Kulturpreis des Landes Oberösterreich
- 2003: Goldenes Ehrenzeichen für Verdienste um das Land Wien
- 2005: Österreichisches Ehrenzeichen für Wissenschaft und Kunst
- 2009: Ehrendoktorwürde der Kunstuniversität Linz
- 2010: Großes Goldenes Ehrenzeichen für Verdienste um die Republik Österreich[35]
- 2011: Wiener Frauenpreis[30]
- 2014: Yoko Ono Lennon Courage Awards for the Arts mit Laurie Anderson, Marianne Faithfull, Gustav Metzger[36]
- 2015: Frauen-Lebenswerk-Preis[37]
- 2019: Roswitha Haftmann-Preis
- 2020: Verdienstkreuz des Landes Oberösterreich für Kunst und Kultur[38]
- 2020: Kunstpreis des Dortmunder Museums am Ostwall[39]
- 2022: Max-Beckmann-Preis[40]
- 2022: Großes Silbernes Ehrenzeichen mit dem Stern für Verdienste um die Republik Österreich[41]
- 2022: Ehrenmitgliedschaft der Kunstuniversität Linz[42][43]

## Ausstellungen (Auswahl)
- 1997: Split Reality: VALIE EXPORT. Museum Moderner Kunst Stiftung Ludwig, 20er Haus, Wien
- seit 2002: mehrfach Ausstellungen durch die Galerie Charim in Wien und in Berlin[44][45]
- 2004: VALIE EXPORT. Camden Arts Centre, London
- 2007: VALIE EXPORT. Centre Georges Pompidou, Paris
- 2010: Zeit und Gegenzeit. Österreichische Galerie Belvedere, Wien, sowie Museion, Bozen[46]
- 2011/2012: VALIE EXPORT Archiv. Kunsthaus Bregenz, Bregenz
- 2014: VALIE EXPORT. Kunsthaus Weiz
- 2017/2018 Feministische Avantgarde der 1970er-Jahre aus der Sammlung Verbund, Wien, Zentrum für Kunst und Medien, Karlsruhe;[47] 2018/2019 Dům umění, Brünn, Tschechien[48]
- 2023 VALIE EXPORT Retrospective. Albertina, Wien[49]
- 2023: VALIE EXPORT. Oh Lord, Don't Let Them Drop That Atomic Bomb on Me, Kunsthaus Bregenz KUB Billboards
- 2024: VALIE EXPORT. Retrospektive. C/O Berlin. 27. Jan – 21. Mai 2024. Berlin[50]
- 2024: VALIE EXPORT Die Bildhauerin als Zeichnerin. 27. Jan – 23. Mai 2024, St. Virgil, Salzburg[51]
- 2024: 20 Jahre SAMMLUNG VERBUND, Albertina, Wien[52]

- 2024/25: VALIE EXPORT. HAUT - DIALOG, Performance Passage, MuseumsQuartier, Wien[53]

## Kunstwerke im öffentlichen Raum

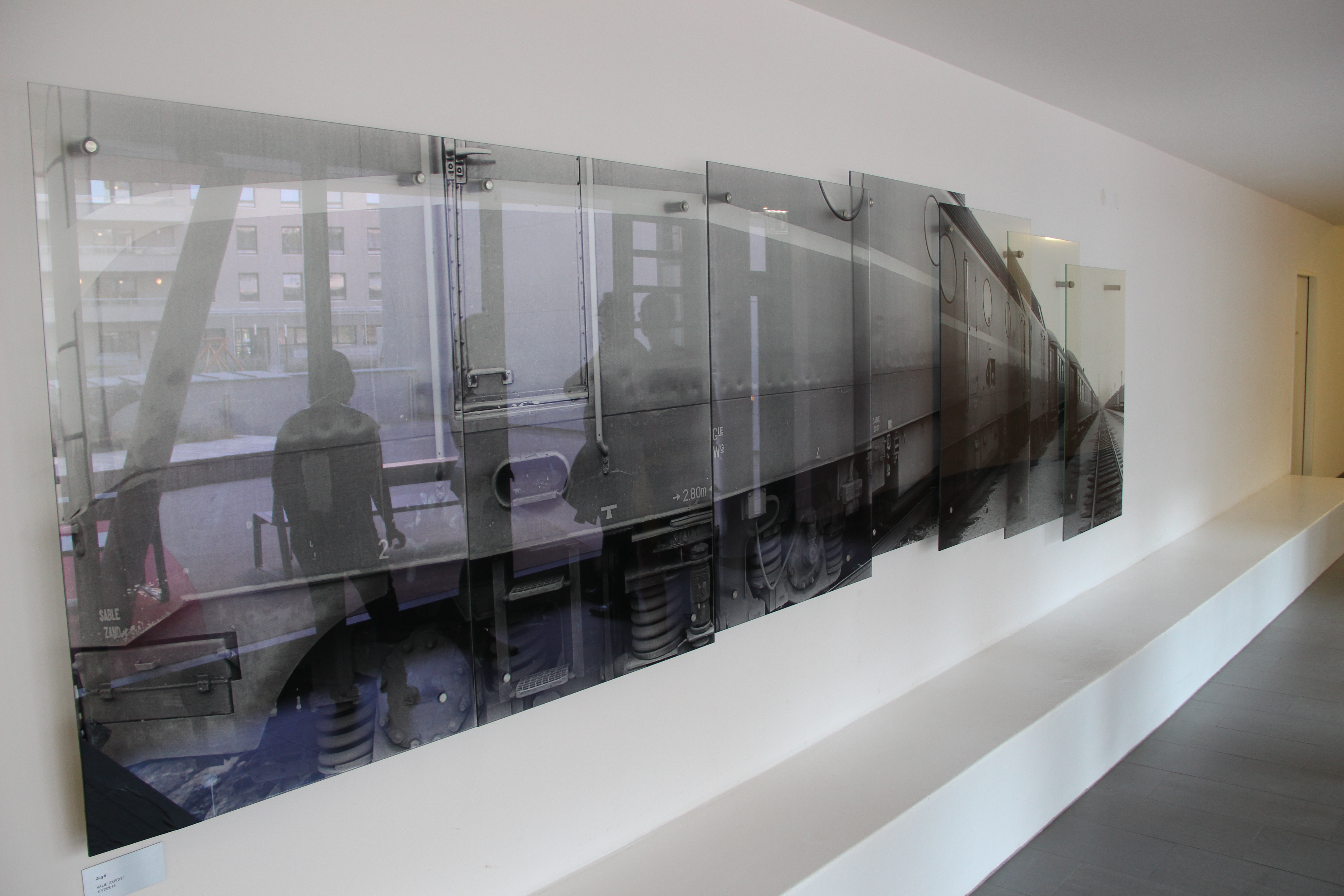
Zug, 1973/2013, Wohnanlage Sun Quarter im Sonnwendviertel im 10. Wiener Gemeindebezirk
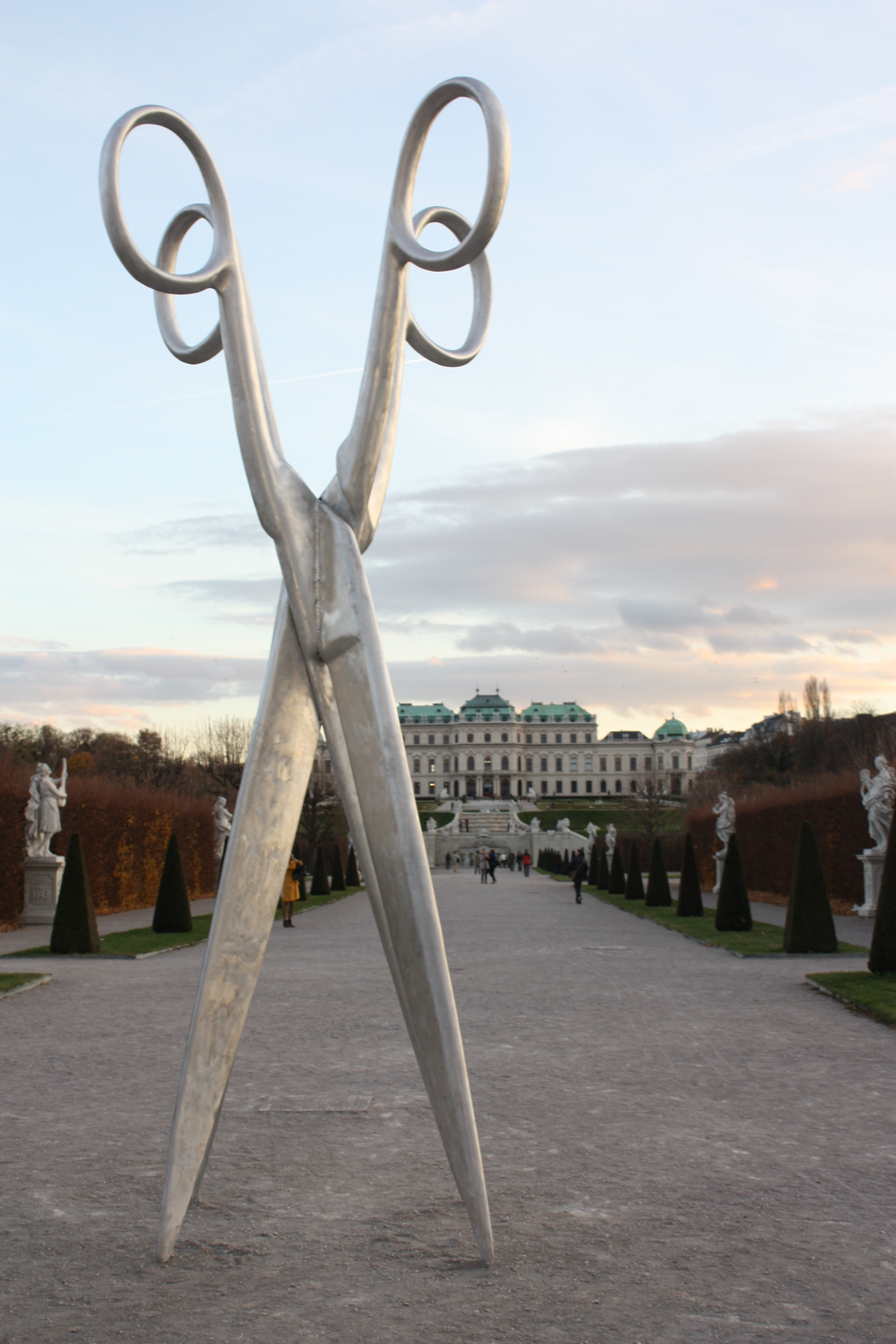
Skulptur beim Belvedere
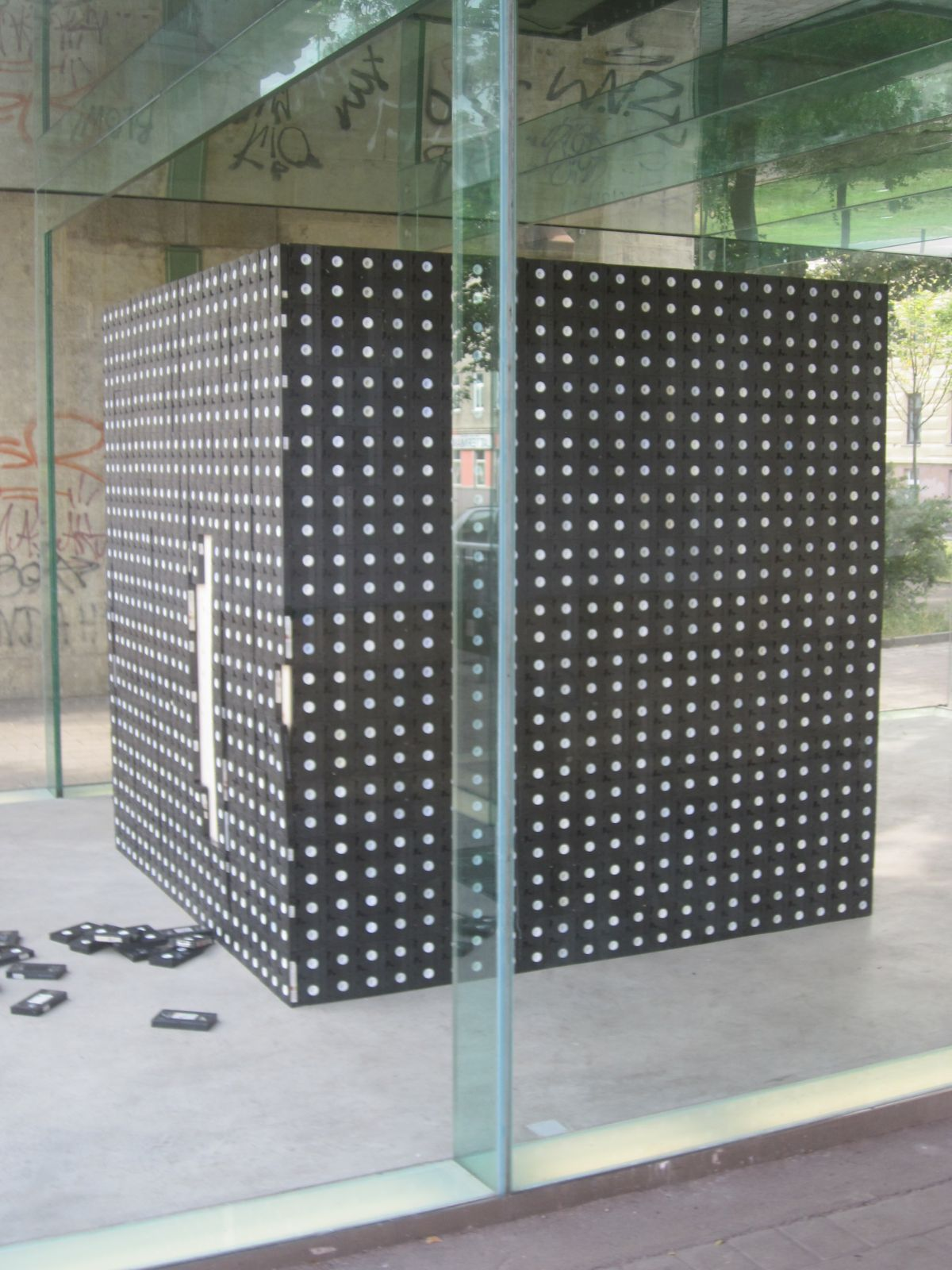
Kubus, Gürtelbogen 48, Hernalser Gürtel, Wien